# Борис Годунов (Большой театр)
«Бори́с Годуно́в» — действующий оперный спектакль Большого театра, поставленный режиссёром Леонидом Баратовым в 1948 году. Премьера состоялась 16 декабря 1948 года. Художник-постановщик — народный художник СССР, академик Ф. Ф. Фёдоровский, дирижёр-постановщик — народный артист СССР Н. С. Голованов.
Спектакль идет в редакции Н. А. Римского-Корсакова с включением сцены «Под Кромами».
Сталинская премия 1-й степени 1949 года.

## История создания
Впервые опера Борис Годунов была поставлена на сцене Большого театра в 1888 году, но успеха не имела и быстро сошла с репертуара. Более удачная судьба этой оперы сложилась после Октябрьской революции. В 1927 году состоялась премьера оперы с включением сцены «У Василия Блаженного» в инструментовке Михаила Ипполитова-Иванова. В 1946 году была осуществлена новая постановка с удалением сцены «Под Кромами».
В 1948 году Большой театр решил создать новую постановку для того, чтобы исправить ошибки постановки 1946 года, в частности в новую постановку включили сцену «Под Кромами». Спектакль поставил известный оперный режиссёр, народный артист РСФСР Леонид Баратов, художественное оформление спектакля осуществил выдающийся мастер сценографии, народный художник СССР, академик Фёдор Федоровский, он же создал костюмы.
В 1949 году создатели спектакля удостоены Сталинской премии первой степени. В частности премию получили режиссёр Л. Баратов, художник Ф. Федоровский, дирижёр Н. Голованов, хормейстер Михаил Шорин, исполнители ролей: Бориса — Александр Пирогов и Марк Рейзен, Марины — Мария Максакова, Шуйского — Никандр Ханаев, Юродивого — Иван Козловский.
На протяжении 57 лет спектакль ни разу не сходил с репертуара театра, был «визитной карточкой» оперы Большого театра. В разные годы в этом спектакле пели такие выдающиеся мастера сцены как Иван Козловский, Александр Пирогов, Марк Рейзен, Мария Максакова, Александр Огнивцев, Ирина Архипова, Джордж Лондон, Елена Образцова, Владимир Атлантов, Артур Эйзен, Евгений Нестеренко, Тамара Синявская, Александр Ведерников, Феруччо Фурланетто, Владимир Маторин, Валентина Левко и другие. В 2005 году этим спектаклем закрылась на реконструкцию историческая сцена театра.
После закрытия исторической сцены спектакль законсервировали и возобновили его только в 2011 году. Была произведена огромная работа по реставрации декораций, костюмов, в частности, была произведена сложнейшая работа над реставрацией коронационного костюма Бориса Годунова, который украшен огромным количеством камней и металла и весит почти 17 килограмм.
Премьера обновленного спектакля состоялась 1 декабря 2011 года. Партию Бориса, как и на последнем спектакле перед закрытием исторической сцены, исполнил заслуженный артист РФ Михаил Казаков.

## Галерея

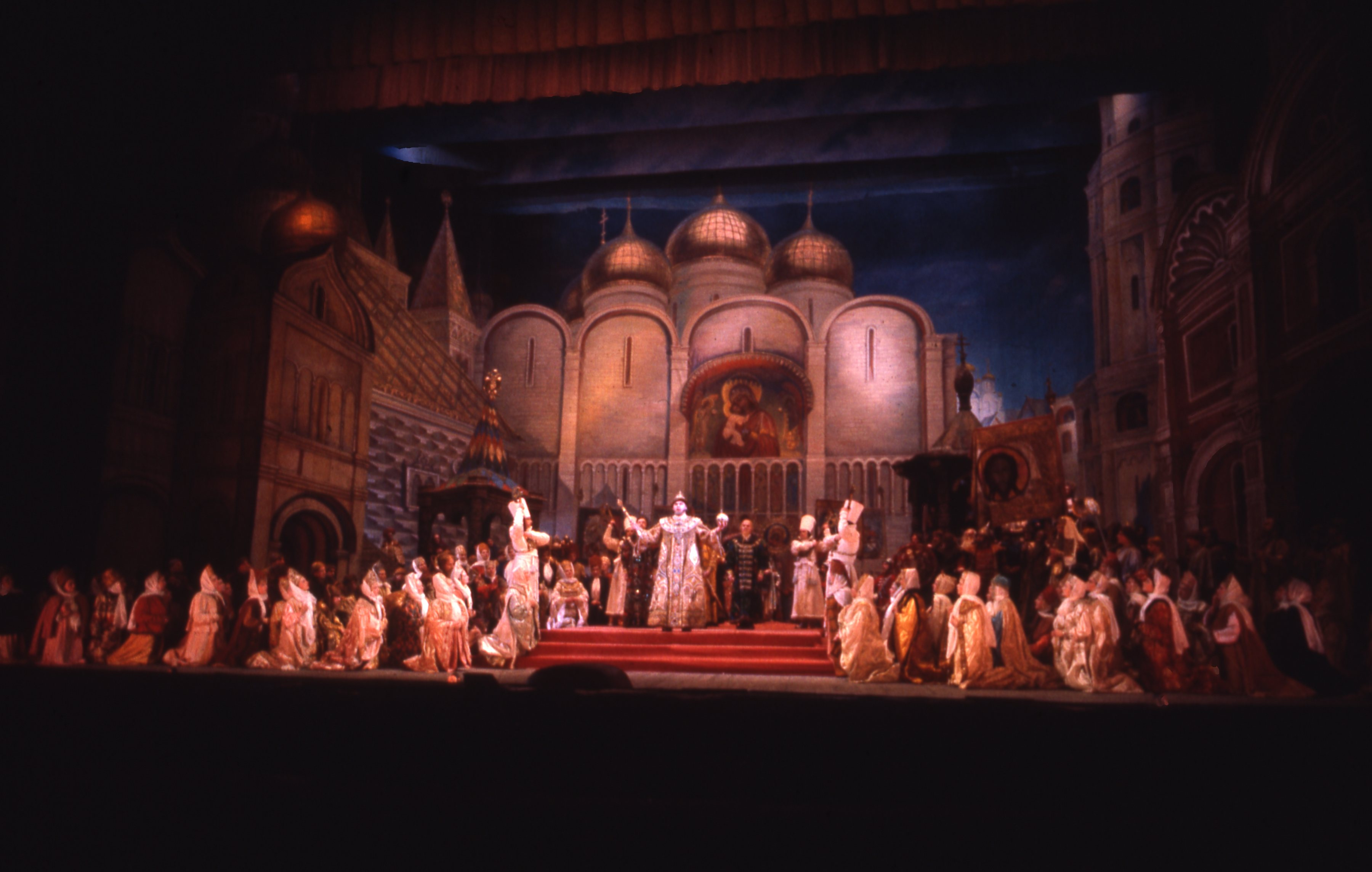
Сцена коронации
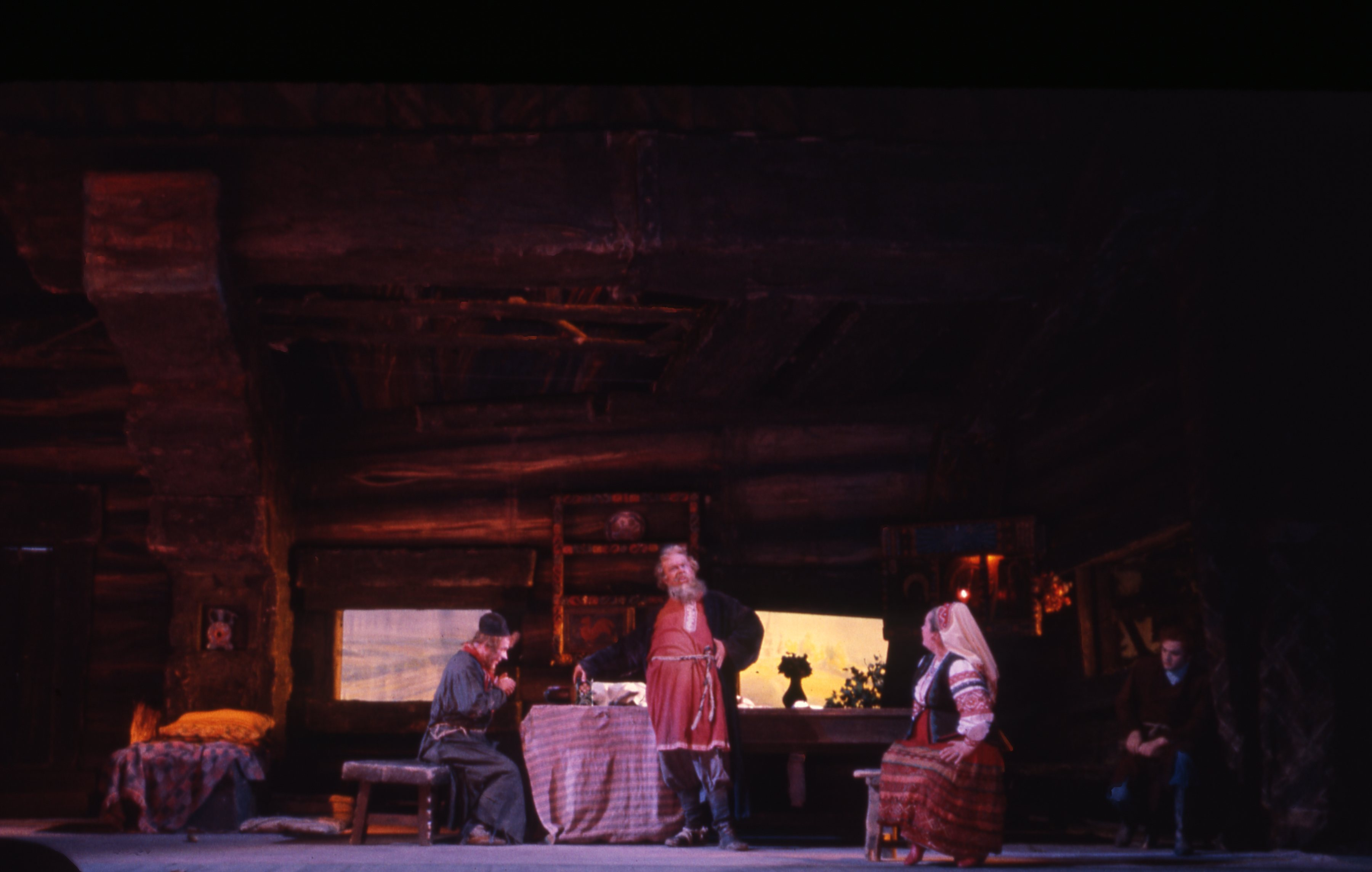
Сцена в корчме
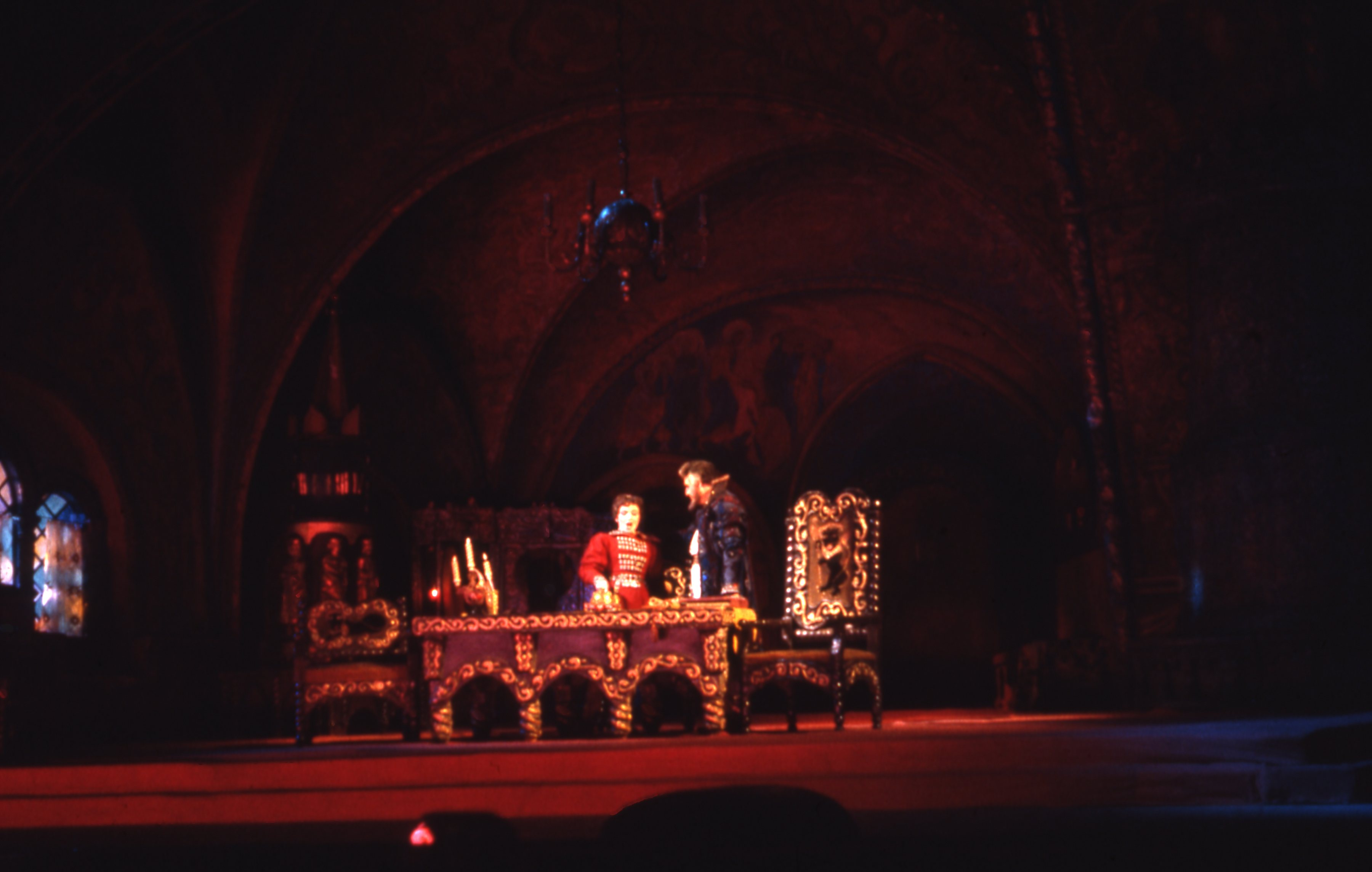
Сцена в царском тереме

## Сюжет
Смотрите основную страницу Борис Годунов (опера).

## Видеозаписи спектакля
- 1978 — дир. Борис Хайкин. Борис Годунов — Евгений Нестеренко, Самозванец — Владислав Пьявко, Марина Мнишек — Ирина Архипова, Шуйский — Андрей Соколов, Пимен — Валерий Ярославцев, Варлаам — Артур Эйзен, Щелкалов — Владимир Мальченко. ЦТ СССР. Запись на YouTube
- 1987 — дир. Александр Лазарев. Борис Годунов — Евгений Нестеренко, Самозванец — Владислав Пьявко, Марина Мнишек — Тамара Синявская, Пимен — Александр Ведерников, Варлаам — Артур Эйзен, Щелкалов — Юрий Мазурок. ЦТ СССР
- 2019 — дир. Туган Сохиев. Борис Годунов — Михаил Казаков, Самозванец — Тимофей Дубовицкий, Марина Мнишек — Агунда Кулаева, Пимен — Денис Макаров, Варлаам — Валерий Гильманов, Щелкалов — Андрей Потатурин. Mezzo